# 铁龙镇
铁龙镇是中华人民共和国广东省韶关市翁源县下辖的一个镇。

## 行政区划
铁龙镇下辖以下村级行政区划单位：
铁龙社区、龙化工区生活区、龙集工区生活区和龙体工区生活区。